# کارلوس کاستاندا
کارلوس کاستاندا یا کارلُس سزار سالوادُر آرانا کاستانیِدا (به اسپانیایی: Carlos César Salvador Arana Castañeda) (زاده ۲۵ دسامبر ۱۹۲۵ پرو - درگذشته ۲۷ آوریل ۱۹۹۸) نویسنده پرطرفدار آمریکایی کتاب‌های شمن‌باوری بود.
دوازده کتاب وی به ۱۷ زبان ترجمه گردیده و ۸ میلیون نسخه فروش داشته‌اند که جنجال و توجه فراوانی در میان علاقه‌مندان به فلسفه و مردم‌شناسی را برانگیخته است.

او در آغاز با تکیه بر آموزه‌های دون خوان در سال ۱۹۶۸ یک سری کتاب نوشت که آموزه‌های او را در شمنیزم توصیف می‌کردند. این کتاب‌ها که به زبان خودش روایت شده‌اند مربوط به تجربیاتی است که وی تحت آموزش‌های یک سرخپوست یاکی یا مرد دانا به نام دن خوآن ماتئوس به دست آورد. دوازده کتاب او با بیش از ۸ میلیون نسخه به ۱۷ زبان دنیا فروخته شده است. منتقدان می‌گویند که آن‌ها داستان‌هایی تخیلی اند در حالی که حامیان کاستانیِدا ادعا می‌کنند اتفاقات ذکر شده در کتاب‌های او حقیقی یا دست کم آثار فلسفی ارزشمندی هستند و شیوه‌هایی را برای بالا بردن سطح آگاهی به خصوص در زمینه عرفان (خودشناسی) ارائه می‌دهند.

کاستانیِدا در سال ۱۹۷۳ از انظار عمومی خارج شد تا بیش‌تر بر رشد درونی خود کار کند. او در یک خانه بزرگ با سه نفر که به هم‌سفران آگاهی موسوم بودند زندگی می‌کرد. آن‌ها کسانی بودند که آماده قطع روابط خود با خانواده و حتی تغییر نام بودند. کاستانیِدا مؤسسه کلییر گرین را تأسیس کرد. این مؤسسه مروج تنسگریتی بود؛ که یک رویه سنتی در تولتک و دربردارنده تمرین‌های قدرتمند معنوی است.

## آثار
سه کتاب اول کاستاندا - آموزه‌های دون خوان، راه دانش سرخپوست یاکی، حقیقتی دیگر، و سفر به ایختلان - در حالی به رشته تحریر درآمد که وی در دانشگاه کالیفرنیا، لُس آنجلس (UCLA) دانشجوی رشته مردم‌شناسی بود. او این کتاب‌ها را ثبت حقایقی در توصیف روابط شاگرد و معلمی خویش با مرد دانا - دون خوان ماتئوس، که سرخپوستی از نواحی شمالی مکزیک بوده است - می‌داند. به کاستاندا بر مبنای شرحی که بر این کتاب‌ها نوشته بود از جانب دانشگاه UCLA که در آن زمان مشغول تحصیل در مقطع لیسانس بود دکترای افتخاری در رشته مردم‌شناسی اهدا شد.

در سال ۱۹۷۴ چهارمین کتاب او به نام افسانه‌های قدرت منتشر شد. این کتاب با پرش کاستاندا از بالای صخره به سمت اعماق به پایان می‌رسد که نشانه پایان یافتن شاگردی وی (در مکتب) نزد دون خوان ماتئوس است. شهرت و محبوبیت کاستاندا در میان عموم با انتشار کتاب‌های بعدی همچنان ادامه یافت.
او در کتاب‌های خود به زبان اول شخص، رویدادهایی را شرح می‌دهد که به مواجهه وی با ماتئوس و دنباله‌روی از او در سال ۱۹۶۰ انجامید. تجارب کاستانداا در این ملاقات‌ها، الهام‌بخش آثاری بود که به خاطر آن‌ها معروف شده است. کاستاندا می‌گوید ساحر (ماتئوس) برای او جایگاه ناگوال یا رهبری یک گروه روشن بینان را بر جای گذاشته است. او از اصطلاح ناوال برای تأکید بر این موضوع استفاده می‌کند که نشان دهنده بخشی از ادراک که هنوز در حیطه ناشناخته قرار دارد برای انسان قابل دسترسی است؛ و از این طریق تلویحاً می‌گوید برای گروه روشن بینان متصل به او دون خوان حکم رابطی میان آن‌ها و حیطه ناشناخته را داشته است.

کاستاندا اغلب به این قلمرو ناشناخته به عنوان واقعیتی غیرمعمول اشاره کرده است طوری‌که نشان می‌دهد این حوزه به راستی یک واقعیت است، اما اساساً با وقایع عادی تجربه شدهٔ انسان متفاوت است.

اصطلاح ناوال را انسان شناسان به معنای شمن یا جادوگر به کار می‌برند، یعنی کسی که می‌تواند به شکل یک حیوان یا به‌طور مجازی طی آدابی جادوگری یا شمنیزم یا مواد روان‌گردان (به عنوان مثال، پیوت و تاتوره)، به فرمی دیگر تغییر شکل دهد.
- تعلیمات دون خوان (۱۹۶۸)
- حقیقتی دیگر۱ ۱۹۷۱
- سفر به دیگر سو (۱۹۷۲)
- افسانه قدرت ۱۹۷۴
- دومین حلقه قدرت ۱۹۷۷
- هدیه عقاب ۱۹۸۱
- آتش درون ۱۹۸۴
- قدرت سکوت ۱۹۸۷
- هنر رؤیا دیدن ۱۹۹۳
- حرکات جادویی ۱۹۹۸
- چرخ زمان ۱۹۹۸
- کرانه فعال بی کرانگی ۱۹۹۹

## زندگی
اسناد مهاجرت برای کارلُس سزار آرانا کاستانیِدا نشان می‌دهد که وی در ۲۵ دسامبر سال ۱۹۲۵ در کاجامارکای پرو به دنیا آمد. سوابق نشان می‌دهد که نام خانوادگی او توسط مادرش سوزانا کاستانیِدا ناوئا به او داده شد. پدر او، سزار آرانا بورونگاری بود. نام خانوادگی او با حرف ñ در بسیاری از لغت‌نامه‌های اسپانیایی، حتی در نسخه‌های چاپ شده از آثار مشهور وی به زبان انگلیسی هم دیده می‌شود. او در اوایل سال ۱۹۵۰ به ایالات متحده نقل مکان کرد و در سال ۱۹۵۷ تبعه آمریکا شد. در سال ۱۹۶۰، او با مارگارت رانیان در تیجوانای مکزیک ازدواج کرد.

آنها تنها شش ماه با هم زندگی کردند اما بر خلاف شایعات، هرگز طلاق نگرفتند. در تاریخ ۱۲ اوت ۱۹۶۱، کارلتون جرمی کاستانیِدا در هالیوود، کالیفرنیا، به دنیا آمد. کارلُس از سی جی به عنوان فرزند بیولوژیکی خود صحبت کرد و در گواهی تولد کاستانیِدا ی جوان به عنوان پدر او معرفی شده است. کارلُس کاستانیِدا در UCLA (لیسانس در سال ۱۹۶۲ و دکترا در سال ۱۹۷۳) تحصیل کرد.

کاستانیِدا همچنین با فلوریندا دونر - گرا در لاس وگاس در ماه سپتامبر سال ۱۹۹۳ ازدواج کرد. با توجه به خواست خود در آوریل ۲۳، ۱۹۹۸، کاستانیِدا نوری الکساندر را به فرزندی پذیرفت. در مجموع دوازده تا از کتاب‌های کاستانیِدا منتشر شدند که چاپ دو عدد آن‌ها پس از مرگ وی انجام شد.

کاستانیِدا موضوع طرح روی جلد و سرمقاله مجله تایمز منتشره در مارس ۵، ۱۹۷۳ بود. این مقاله او را به عنوان فردی اسرار آمیز و سرشار از رمز و راز توصیف می‌کرد. هنگامی که با ساندرا برتون خبرنگار مواجه شد و در مورد اختلاف در تاریخ زندگیش ار او سؤال شد، کاستانیِدا در پاسخ گفت: تأیید گرفتن از من دربارهٔ زندگیم و بر اساس آماری که خود آن‌ها را ارائه می‌دهم مثل این است که از علم برای اعتبار بخشی به جادو و (اسرار) استفاده کنیم که (تنها) باعث محرومیت از اسرار دنیای عجایب گشته و آن را فرسنگ‌ها از همه ما دور می‌کند.

مصاحبه گرمی نویسد که کاستانیِدا خواننده را وادار می‌سازد تا سختی و فشار باد اسرار آمیز و از سرما لرزیدن برگ در گرگ و میش را، هوشیاری عجیب و به خصوص شکارچی نسبت به صدا و بو را، پستی پایین صخره زندگی سرخپوستان را، عطر خام تکیلا و، طعم زننده و الیافی پیوت را، گرد و غبار در ماشین را، و جایگاه بلند پرواز کلاغ را تجربه کند. این (تجربیات) پایه و زیر بنایی بسیار خوب برای درک همذات پندارانه است. این درک ملموس، به همان خوبی از منظر شگفتی مطلق وقایعی که در آن شرایط رخ می‌دهد نیز به خواننده دست می‌دهد. پس از آن مصاحبه، کاستانیِدا از انظار عمومی کناره‌گیری کرد.

در ۱۹۹۰ کاستانیِدا بار دیگر در ملاء عام ظاهر شد تا تنسگریتی ترویج دهد؛ این شامل حرکاتی است که کاستانیِدا مدعی است در طی ۲۵ نسل از سرخپوستان تولتک شمن منتقل شده است. در تاریخ ۱۶ ژوئن ۱۹۹۵، اساسنامه‌ای توسط جورج شورت برای تأسیس کلییر گرین به ثبت رسید. در منشور کلییر گرین آمده: کلییر گرین موسسه‌ای است واجد یک هدف دوجانبه: اول، سمینارها و کارگاه‌های آموزشی تنسگریتی کارلُس کاستانیِدا را حمایت مالی و سازماندهی می‌کند و دوم، این که یک مؤسسه انتشاراتی است." کلییر گرین سه فیلم از جنبشهای تنسگریتی را در زمان زنده بودن کاستانیِدا منتشر کرد. البته کاستانیِدا خودش در این فیلم‌ها ظاهر نشد.

کاستانیِدا در تاریخ ۲۷ آوریل سال ۱۹۹۸ در لُس آنجلس به علت عوارض ناشی از سرطان هپاتوسلولار درگذشت. مراسم عمومی در سوگ او برگزار نشد، کاستانیِدا سوزانده شد و خاکستر وی به مکزیک فرستاده شد. تا اینکه نزدیک به دو ماه بعد، در ۱۹ ژوئن سال ۱۹۹۸، آگهی درگذشت وی تحت عنوان "مرگ بی صدای نویسنده اسرار آمیز، کارلُس کاستانیِدا توسط هیئت تحریریه جی آر. موهرینگر در لُس آنجلس تایمز منتشر شد.

چهار ماه پس از مرگ کاستانیِدا، سی جی کاستانیِدا، همچنین شناخته شده به عنوان آدریان واشون، که بر اساس گواهی تولدش فرزند کارلُس کاستانیِدا می‌باشد، وصیت‌نامه کاستانیِدا را در در دادگاه انحصار وراثت به چالش کشید. برای سال‌های بسیاری کاستانیِدا به واشون به عنوان فرزند خود مراجعه کرده بود. وصیت‌نامه دو روز قبل از مرگ کاستانیِدا به امضا رسیده بود و واشون صحت آن را زیر سؤال برد که در نهایت هم ناموفق بود.

## همراهان
پس از اینکه کاستانیِدا در سال ۱۹۷۳ از انظار عمومی دور شد، یک خانه بزرگ در لُس آنجلس خرید و آن را با سه تن از یاران زن خود به اشتراک گذاشته بود. زنان روابط خود را با دوستان و خانوادهایشان هنگامی که به گروه کاستانیِدا پیوستند قطع کردند. آن‌ها همچنین از عکس گرفتن خودداری کردند و نام‌های جدیدی برای خود گرفتند: رجینا تبدیل شد به فلوریندا دونرگرا، ماریان سیمکو تبدیل شد به تایشا آبلار، و کاتلین پوهلمان تبدیل به کارول تیگز گردید.

در اوایل ۱۹۹۰، فلوریندا دونر گرا و تایشا آبلار دو کتاب در شرح تجربیات خود را با دون خوان و گروه خود منتشر کردند. آن‌ها همراه با کارول تیگز، ظاهر شدند و گاهی اوقات در بسیاری از کارگاه‌های آموزشی تنسگریتی که در ماه ژوئیه سال ۱۹۹۳ آغاز شد سخنرانی کردند. دونر- گرا و آبلار شروع کردند به امضا کردن کتاب و سخنرانی‌های گاه به گاه و همچنین مصاحبه‌های رادیویی.

مدت کوتاهی پس از مرگ کاستانیِدا، دونرگرا و آبلار، همراه پاتریشیا پارتین ناپدید شدند. تلفن آمالیا مارکز (همچنین شناخته شده به عنوان تالیا بیگ) و مربی تنسگریتی کایلی لوندال، قطع شد و آن‌ها نیز ناپدید شدند. در تاریخ ۲ اوت ۱۹۹۸، کارول در یک کارگاه در انتاریو سخن گفت. بقایای جسد پارتین - که کاستانیِدا از او به عنوان نوری الکساندر یا کلود هم یاد کرده بود- در سال ۲۰۰۳ در نزدیکی جایی پیدا شد که ماشین وی چند هفته پس از مرگ کاستانیِدا در ۱۹۹۸ رها شده بود. این ماشین در لبه دره‌ای به اسم دره مرگ رها شده بود. بقایای او در در شرایطی بود که نیاز به تشخیص هویت از روی DNA داشت، که در سال ۲۰۰۶ انجام شد. [۲] هیچ‌کدام از سایر آن‌ها از زمانی ناپدید شدن در ملأ عام دیده نشدند.[نیازمند منبع]

چون آن زنان تمام روابط خود را با خانواده و دوستانشان قطع کرده بودند، مدتی گذشت تا مردم متوجه گم شدن آن‌ها شدند. هیچ تحقیق رسمی در مورد ناپدید شدن دونرگرا، اسمیکو ولوندال انجام نشد. لوییس مارکز، برادر تالیا بی، در سال ۱۹۹۹ در مورد ناپدید شدن خواهرش به پلیس مراجعه کرد، اما نتوانست آن‌ها را قانع کند که ناپدید شدن او شایسته بررسی است. نظر آن‌ها در سال ۲۰۰۶ پس از اینکه بقایای پاتریشیا پارتین شناسایی شدند تغییر کرد و پلیس لُس آنجلس در نهایت bey را به بانک اطلاعات افراد گم شده خود اضافه کرد.

## پذیرش
با وجود محبوبیت گسترده آثار او، برخی از منتقدان، اعتبار کتب کاستانیِدا در اوایل ۱۹۶۹ زیر سؤال بردند. در یک سری از مقالات، بانکدار بین‌المللی و قارچ‌شناس آماتور آر. گوردون واسون، که در ابتدا کار کاستانیِدا را ستایش می‌کرد، صحت ادعاهای کاستانیِدا دربارهٔ اثر گیاهان روانگردان را زیر سؤال برد.
در سال ۱۹۷۶، ریچارد دو میله کتابی با عنوان سفر کاستانیِدا: قدرت و تمثیل را منتشر کرد. او در کتاب خود اینطور استدلال می‌کند که اشتباهات منطقی یا زمانی در روایات کاستانیِدا بهترین شواهدی هستند که نشان می‌دهند کتب کاستانیِدا آثاری تخیلی هستند. اگر هیچ‌کس این خطاها را قبلاً کشف نکرده است، دلیل باید این باشد که هیچ‌کس حوادثی از سه کتاب اول را به توالی لیست نکرده است. اما به محض این که توالی یابی حوادث انجام شود، اشتباهات کاملاً محرز می‌شوند دو میله در این نمایش اضافه می‌کند که آموزه‌های دون خوان و سفر به ایختلان نمی‌تواند هر دو گزارش‌های واقعی باشند البته دو میله در سال ۱۹۸۰ مجبور به انتشار نسخی ویرایش شده از کتاب خود شد که در آن برخی از انتقادات منتشر شده قبلی را پس گرفته بود. دو میله در کتاب خود ادعا کرده بود که قارچ‌های مورد اشاره کاستانیِدا در صحرای سونورا رشد نمی‌کنند در حالیکه این حرف این اشتباه بود، و ناشران او این انتقاد را از مجلد سال ۱۹۸۰ حذف کردند.
کاستانیِدا در معرفی دومین کتابش با عنوان حقیقتی دیگر به ماهیت غیرقابل درک تجارب خود می‌پردازد و از آن‌ها به عنوان تجاربی یاد می‌کند که تنها در فضای سیستم بیگانه برای ادراکی که از آن‌ها برخاسته‌اند، فهم شده‌اند؛ و بدنبال آن اشاره می‌کند که کتاب‌هایش (به ویژه از جنبه زمان و مکان وقوع) برای تحقیقات آکادمیک و انتقادی ماهیتی کاملاً متناقض و غیرقابل درکی دارند.

آثار کاستانیِدا به عنوان بازگویه واقعی زندگی ارائه شدند، اما منتقدان اعتقاد داشتند که آن‌ها ساختگی بودند. در ابتدا، و با حمایت آکادمیک و گروه انسان‌شناسی دانشگاه UCLA، کار کاستانیِدا مورد تحسین منتقدان بود. انسان شناسان برجسته آمریکایی مانند ادوارد اسپایسر (۱۹۶۹) و ادموند لیچ (۱۹۶۹) کاستانیِدا را ستایش می‌کردند. همچنین بسیاری از سازمان‌ها و انسان شناسان جوان مانند پیترفراست، باربارا میرهوف و مایکل هارنر او را ستایش می‌کردند.

واقعیت وجود شخصی به اسم دون خوان برای مدت شش سال پذیرفته شده بود، اما با انتشار دو کتاب انتقادی توسط ریچارد دو میله و دانیل نوئل در سال ۱۹۷۶ دربارهٔ کتاب‌های دون خوان وضعیت تغییر کرد. اکثر انسان شناسان تا آن زمان نسبت به صحت نوشته‌های کاستانیِدا متقاعد شده بودند - در واقع، آن‌ها دلیل کمی داشتند که آن را مورد تردید قرار دهند - اما تجزیه و تحلیل‌های دو میله صحت کارهای کاستانیِدا را مورد تردید قرار داد.

در کتب قدرت و تمثیل، دو میله محتویات کتاب آموزه‌های دون خوان:راه دانش سرخپوست یاکی نوشته کاستانیِدا را با درخواست‌های قفسه کتابخانه کاستانیِدا در دانشگاه کالیفرنیا مقایسه کرد. سوابق درخواست قفسه کتابخانه ثابت کرد که او در زمانی که گفته می‌شد در کلبه دون خوان چمباتمه زده است در واقع در کتابخانه نشسته بود. یکی کشف دیگر که دو میله مدعی می‌شود پیدا کرده در بررسی‌های درخواست‌های قفسه بود که هنگامی که کاستانیِدا قرار بود تا در مراسم سنتی پیوت شرکت داشته باشد - او در کتابخانه UCLA نشسته بود و توضیحات اشخاص دیگری را از تجارب شخصی شان دربارهٔ مراسم مصرف پیوت می‌خواند. انتقاد وارده دیگر برکارهای کاستانیِدا فقدان کامل واژگان یا مفاهیم سرخپوستان یاکی در تجارب ذکر شده‌اش بود.

در مارس ۵، ۱۹۷۳ مقاله تایم توسط ساندرا برتون بیان می‌کند، ادعای مهم‌تر دربارهٔ اهمیت کتاب‌های کاستانیِدا این است: تعقل کردن دربارهٔ اینکه آن‌ها حاوی واقعیت‌های انسان‌شناسی هستند، بازگویه خاص و صادقانه دربارهٔ جنبه‌ای از فرهنگ سرخپوستان مکزیک که از طریق سخنرانی و اعمال یک فرد، یک شمن به نام خوان ماتئوس به تصویر کشیده‌اند. این چیزی است که به اعتبار دون خوان به عنوان یک موجود واقعی، و به کارلُس کاستانیِدا به عنوان یک شاهد سندیت می‌بخشد.

دیوید سیلورمن در کارهای کاستانیِدا ارزش می‌بیند حتی اگر داستان در نظر گرفته شود. او در کتاب خود بنام "خواندن کاستانیِدا او ترفند آشکاری را به عنوان یک منتقد تحقیقات میدانی مردم‌شناسی توصیف می‌کند و می‌گوید این تحقیقات کلاً زمینه‌ای است که به شدت متکی بر تجربیات شخصی است و لزوماً به فرهنگ‌های دیگر از دریچه یک لنز نگاه می‌کند. بنا به نظر سیلورمن، نه تنها شرح سفرهای کاستانیِدا برای پیوت بلکه ماهیت داستانی کار می‌تواند در آثار دیگری انسان‌شناسی نیز مورد تردید قرار گیرند.

دونالد ویو از کاستانیِدا دربارهٔ مشکلات داخلی / خارجی که مربوط به تجارب عرفانی است توضیح می‌خواهد، در حالی که از ماهیت داستانی کار او تقدیر می‌کند.

## نویسندگان مرتبط
دو نویسنده دیگر، تایشا آبلار و فلوریندا دونرگرا، کتبی نوشتند که در آن ادعا کردند که از گروه ماتیوس از جنگجویان سرخپوست تولتک می‌باشند. هر دو نفر آن‌ها به وسیلهٔ کاستانیِدا به عنوان دانش آموزان مشروع ماتیوس تأیید شده‌اند، در حالی که او همه نویسندگان دیگر را به عنوان مدعیان رد کرد. این دو زن بخشی از حلقه درونی کاستانیِدا بودند، که او به عنوان بروخا به آن اشاره کرده بود. این دو نفر به عنوان بخشی از تعهد شان به مسلک جدید نام جدیدی به خود گرفتند. آن‌ها در اصل هر دو دانشجویان مقاطع بالا در انسان‌شناسی در دانشگاه UCLA بودند.

فلیکس ولف، یکی از کارآموزان و مترجمان کارلُس کاستانیِدا کتابی با عنوان هنر مسیریابی: سفرها با کارلُس کاستانیِدا و فراسو نوشت. ولف در کتاب خود به تفصیل گفت که چگونه زندگی او در اثر همکاری با کاستانیِدا دگرگون شده بود. ولف در کتاب خود در عین پرداختن به تمام جنبه‌های تعالیم، تأکید زیادی داشت بر آنچه که از نظرش جنبه مهم و ضروری نقل و انتقال در کارهای کاستانیِدا را تشکیل می‌داد یعنی هنر مسیریابی.

امی والاس شرحی از تجارب شخصی خود با کاستانیِدا و پیروانش را نوشت و نام شاگرد جادوگر: زندگی من با کارلُس کاستانیِدا بر آن کتاب نهاد. نویسنده برزیلی دیگری نیز با نام لوئیس کارلُس دو موریس کارهای کاستانیِدا را مورد تجزیه و تحلیل قرار داده و تأثیرات فرهنگی و ادامه آن در نویسندگان دیگر را مورد بررسی قرار داد.

## درون‌مایهٔ کتاب‌های شمن‌باوری
وی در بخش اول این کتب تجربیات خود را در ملاقات با فردی بنام دون خوان بازگو می‌کند. دون خوآن یک سرخ‌پوست مسن جنوبی است که در زمینه تصوف از نوع سرخ‌پوستی به مقام استادی دست پیدا کرده است. تجربیات کاستانیِدا مشتمل بر اتفاقاتی است که خود آن‌ها را واقعیات غیرعادی می‌نامد.
بخش دوم کتاب او شامل جمع‌بندی و تحلیل او از این وقایع است. کاستانیِدا یک محقق مردم‌شناس است و در ابتدای کار مانند بسیاری از انسانهای عادی که وقایع متافیزیکی را تجربه نکرده‌اند، در زمان مواجه شدن با این وقایع دچار نوعی حالات سردرگمی و در عین حال اعتماد می‌گردد. سوالات و پاسخ‌های ردوبدل شده بین او و دون خوآن موید این حالات می‌باشد. او پس از سه سال تعلیم درمی‌یابد وقایعی که در زمان خلسه بر او می‌گذرد ریشه‌ای خارج از ذهن او دارد. کاستانیِدا پس از حدود پنج سال تعلیم در رویارویی با واپسین تجربه خود در این زمینه دچار ترس و وحشتی حاد می‌گردد. ترس کاستانیِدا از رویارویی با این رویداد او را از ادامه طی مسیر به سوی جایگاهی که دون خوآن آن را جایگاه مرد دانا می‌نامد بازمی‌دارد. او خود علت سر باززدن از ادامه آموزه‌ها را ترس از شکست عنوان می‌کند.
در کتب کاستاندا اینطور به نظر می‌رسد که وی دلیل اصلی حرکت پیوندگاه را استفاده از گیاهان توهم‌زا (قارچ‌های مقدس، ارگوت، پیوت و تاتوره) است. اما این تصوری اشتباه است، زیرا که استفاده از آن گیاهان در هماهنگی با نیروی روحی آن گیاه بوده و از طرفی، روشی آنی و میانبر برای شکستن محدودیت‌های ادراکی بوده است. همچنین سالک بعد از اطلاع از وجود حیطه‌های دیگر، نیازی به استفاده از گیاهان توهم‌زا ندارد و در کتابهای بعدی کاستاندا این موضوع را بصورت عمل رد می‌کند.

## آشنایی از نگاه کاستاندا
وی در آثار خود، به‌ویژه کتاب تعالیم دون خوان: راه دانش یاکی (۱۹۶۸)، ادعا کرد که در سال ۱۹۶۰ در نوگالس، آریزونا با دون خوان ماتوس آشنا شد. کاستاندا، دون خوان را یک شمن از قوم یاکی و وارث سنت تولتک معرفی می‌کند. «کاستاندا با دنبال کردن سرنخ‌ها و علائم و پس از جستجوهای فراوان با پیرمردی فرزانه، با یکی از آخرین وارثان دانش اسراری سرخ‌پوست‌های تولتک آشنا می‌شود». دون خوان در نوشته‌های کاستاندا به عنوان یک «ناوال» (Nagual) توصیف شده است؛ فردی که قابلیت هدایت شاگردان به سطوح بالاتر آگاهی را دارد.
یکی از دلایل ناشناخته ماندن هویت دون خوان، مانند نبود عکس یا اطلاعات شناسایی، به آموزه‌ای با عنوان «محو کردن گذشته شخصی» مرتبط دانسته می‌شود که کاستاندا در کتاب سفر به ایختلان (۱۹۷۲) به شرح آن پرداخته است. طبق این آموزه، شاگردان تشویق می‌شوند تا تاریخچه شخصی خود را پنهان کرده و از افشای اطلاعات هویتی بپرهیزند تا از قید و بندهای اجتماعی رها شوند. «کارورزان باطنی عموماً اسم واقعی، مشخصات و آدرس‌های اساتید خود را بر حسب قانونی باطنی، پنهان می‌دارند».
این پنهان‌کاری به ابهامات پیرامون هویت دون خوان دامن زده است. با این حال، وجود واقعی دون خوان و اصالت تاریخی تعالیم او همواره محل مناقشه بوده، زیرا هیچ‌گونه شواهد مستقلی برای تأیید ادعاهای کاستاندا وجود ندارد. منتقدانی مانند ریچارد دمیل معتقدند که دون خوان ممکن است شخصیتی کاملاً تخیلی یا ترکیبی از افراد مختلف باشد.

## آموزه‌های کلیدی

### پیوندگاه انرژی
کارلوس کاستاندا «پیوندگاه» را نقطه‌ای در کالبد انرژی انسان توصیف کرد که ادراک و تجربه‌ها را سامان می‌دهد. او در کتاب آتش درون (۱۹۸۴) توضیح داد که پیوندگاه «نقطه‌ای با شدت درخشان در پیلهٔ نورانی انسان است که ادراک را هم‌راستا می‌کند» و جابه‌جایی آن می‌تواند ادراک جهان‌های دیگر را ممکن سازد. «ناوال‌ها مهم‌ترین و کلیدی‌ترین شیوهٔ تغییر آگاهی و ایجاد هر گونه تغییر در زندگی را در حرکت دادن پیوندگاه انرژی می‌دانند. گوی آتشین و کوچکی که در کالبد انرژیایی انسان و از نظر مکانی تقریباً نزدیک به قلب او (در پشت بدن) قرار دارد». این مفهوم اگرچه فاقد شواهد علمی است، اما در جنبش عصر نو تأثیرگذار بوده است.

### سه هنر اصلی
کاستاندا در آثارش، به‌ویژه قدرت سکوت (۱۹۸۷)، سه هنر اصلی را برای جابه‌جایی پیوندگاه معرفی کرد. «شاخه‌ای از استادان شمن که تولتک نامیده شده‌اند، برای کنترل و حرکت دادن پیوندگاه (که آن را مشابه با امکان تغییر همه چیز می‌دانند) از سه هنر رؤیابینی، هنر کمین و شکار [...] و هنر تسلط بر آگاهی؛ و به بیانی مسلط شدن بر قصد و اراده استفاده می‌کنند.» در توضیح این سه هنر، «رویابینی» به کنترل آگاهانهٔ رؤیاها برای دسترسی به سطوح دیگر آگاهی، «کمین و شکار» به مدیریت استراتژیک انرژی و رفتارها، و «تسلط بر آگاهی» یا «هنر قصد» به درک و کنترل ادراک و اراده (قصد) اشاره دارد. این مفاهیم بخشی از نظام عرفانی معرفی‌شده توسط کاستاندا هستند و فاقد پشتوانهٔ تاریخی یا علمی‌اند.

### گوی فروزان انرژی
کارلوس کاستاندا انسان را موجودی انرژیایی توصیف کرد که در یک «پیلهٔ نورانی» یا «گوی فروزان انرژی») محصور است. او در کتاب آتش درون (۱۹۸۴) توضیح داد که «انسان‌ها موجوداتی نورانی هستند که به شکل پیله‌ای درخشان از رشته‌های انرژی دیده می‌شوند، و این پیله کمی بزرگ‌تر از جسم فیزیکی است». «انسان هم شبیه گوی درخشانی است از جنس رشته‌های انرژی؛ شهودگران انسان را مانند تخم‌مرغی درخشان می‌بینند اما انگار جوجه‌مرغی در تخم شترمرغ است چون پیله و پوستهٔ انسان کمی بزرگتر از جسم اوست». این مفهوم که به دیدگاه شمن‌های تولتک دربارهٔ ماهیت انرژیایی انسان اشاره دارد، فاقد شواهد علمی است، اما در جنبش عصر نو و معنویت مدرن تأثیرگذار بوده است.

### هسته‌های تجریدی
کارلوس کاستاندا در کتاب قدرت سکوت (۱۹۸۷) مفهوم «هسته‌های تجریدی» را به‌عنوان الگوهای تکرارشونده‌ای معرفی کرد که با نیروی «قصد» (Intent) مرتبط هستند و رویدادهای معنادار را هدایت می‌کنند. او توضیح داد: «هسته‌های تجریدی همچون برنامه‌های اولیهٔ قصد هستند، الگوهای بازگشتی که هرگاه قصد بخواهد به چیزی پراهمیت اشاره کند، ظاهر می‌شوند. آن‌ها قالب زنجیرهٔ رویدادهایی هستند که جنگجویان تجربه می‌کنند». در کتاب ناگفته‌های شمنیزم و دون خوان نقل شده است: «هسته‌های تجریدی، الگوهای ثابت و طرح‌های بنیادی روحِ کل هستند برای برقراری پیوند هر چه عمیق‌تر میان کارورز باطنی با آن روح. سلسله اتفاقاتی که تقریباً بصورت مشترک بین ناوال‌ها [...] و شاگردان آنها رخ می‌دهد». کاستاندا همچنین می‌نویسد: «هر هستهٔ تجریدی سطحی از قصد است، داستانی که درجه‌ای از هم‌راستایی با روح را آشکار می‌کند. آن‌ها گام‌هایی هستند که یک جنگجو از طریق آن‌ها در فهم و به‌کارگیری قصد پیشرفت می‌کند».

### اراده و اقتدار
در آموزه‌های دون خوان به روایت کارلوس کاستاندا، «اراده» و «اقتدار» مفاهیمی بنیادین هستند که برای پیشرفت سالک ضروری تلقی می‌شوند، اما ماهیت انتزاعی و پیچیدهٔ آن‌ها اغلب درکشان را دشوار می‌سازد. کاستاندا در آثار خود تعاریف و توصیفات گوناگونی از این مفاهیم ارائه داده است. در کتاب هدیه‌ی عقاب (۱۹۸۱)، اراده به مثابه «نیرویی توصیف شده که از میان جسم پرتو می‌افکند و جنگجو را با جهان پیوند می‌دهد». همچنین در کتاب حقیقتی دیگر (۱۹۷۱)، اقتدار همچون نیرویی متناقض‌نما معرفی شده است: «اقتدار مثل چیزی مهارنشدنی به سراغ ما می‌آید غیرممکن است بتوان گفت چگونه می‌آید یا واقعاً چیست. چیزی نیست اما در برابر چشمانت شگفتی‌های بسیار می‌آفریند. اقتدار چیزی در خود ماست، چیزی که اعمال ما را کنترل می‌کند و مع‌ذالک از ما فرمان می‌برد». این توصیفات، ارتباط اراده و اقتدار را با کنترل انرژی درونی و تعامل با نیروهای بزرگ‌تر، به‌ویژه «قصد»، نشان می‌دهند، هرچند ماهیت دقیق آن‌ها به‌طور کامل قابل تعریف نیست.
در مواجهه با مفاهیم متعدد شمن‌باوری تولتک «شاخص‌ترین اتفاق اولیه که برای خوانندگان، بعد از مطالعه و تحقیق در بسیاری از جریان‌های باطنی و از جمله شمنیزم تولتک سوالات بسیار که حتی به درستی قابل اولویت‌بندی نیستند. رخ داده است، حالت آشفتگی و سردرگمی بوده گیج خوردن میان اصطلاحات و مفاهیمی که حتی معلوم نیست آیا تعریف اولیهٔ آن‌ها درست است یا نه». در راستای تغییر این وضعیت آشفته، جوابی عملی اینست: «مهم‌ترین، اقتدار و اراده است. تا نیرو و اراده نباشد، همهٔ موضوعات دیگر در حد اطلاعات سطحی و حافظه‌ای باقی می‌مانند تحقق همهٔ آموزه‌های دیگر به داشتن اراده و اقتدار است. اجرای همهٔ این‌ها اراده و اقتدار می‌خواهد. بدون قدرت درونی نه می‌توانیم ببینیم و نه حتی می‌توانیم بخواهیم». به زبان تمثیل «اگر همهٔ قطعات ماشین وجود داشته باشد اگر ماشین سوخت کافی نداشته باشد عملاً ناتوان و بی‌خاصیت می‌شود سوخت اصلی همان نیروی تعیین‌کننده (اقتدار) است و اراده؛ همان رانندهٔ ماشین. پس قبل از همه باید مسئله توان و اراده را حل کرد».
این مفاهیم، اگرچه فاقد شواهد علمی هستند، اما در گفتمان معنویت مدرن، به‌ویژه در جنبش عصر نو، مورد توجه قرار گرفته‌اند.

## تأثیر فرهنگی
آثار کارلوس کاستاندا، به‌ویژه سه کتاب ابتدایی او شامل تعالیم دون خوان: راه دانش یاکی (۱۹۶۸)، حقیقتی دیگر (۱۹۷۱)، و سفر به ایختلان (۱۹۷۲)، تأثیر قابل‌توجهی بر فرهنگ عامه، جنبش عصر نو، و فرهنگ متقابل دهه‌های ۱۹۶۰ و ۱۹۷۰ داشتند. «کاستاندا گزارش آموزش‌های خود را بوسیلهٔ کتاب‌هایش منتشر می‌کند. میلیون‌ها نفر در سراسر جهان بویژه روشنفکران، دانشگاهیان، جویندگان اسرار… تحت تأثیر آموزش‌های کاستاندا قرار می‌گیرند». کتاب‌های کاستاندا به زبان‌های متعددی ترجمه شدند و میلیون‌ها نسخه فروش رفتند که نشان‌دهنده جذابیت گستردهٔ آن‌ها برای مخاطبان غربی بود.
کاستاندا با ارائهٔ یک نظام معنوی بدیل که ترکیبی از فلسفه، عرفان، و روایت‌های شمنی بود، به جویندگان معنویت در غرب، به‌ویژه در بستر فرهنگ متقابل دهه ۱۹۷۰، پاسخی جذاب ارائه داد. امی والاس معتقد است که جذابیت آثار کاستاندا در معرفی مفاهیم بدیع شمنیزم تولتک به خوانندگانی بود که به دنبال جایگزین‌هایی برای سنت‌های مذهبی غربی می‌گشتند. این آثار در شکل‌گیری جنبش عصر نو نقش داشتند، زیرا مفاهیمی مانند پیوندگاه انرژی و رؤیابینی به گفتمان معنویت مدرن وارد شدند. بااین‌حال، برخی تحلیل‌گران خاطرنشان کرده‌اند که تأثیر کاستاندا تا حدی نیز به دلیل جنجال‌های مربوط به اصالت تعالیم او و شخصیت دون خوان تقویت شد.